# Oscar Roty

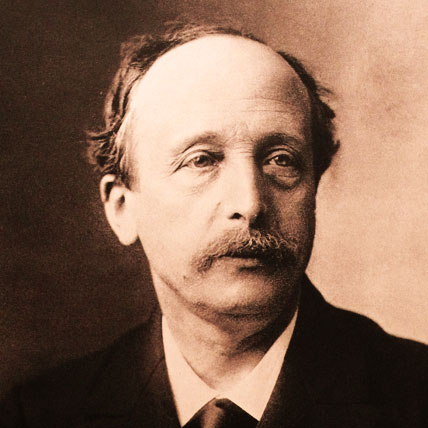
Oskar Roty

Louis Oscar Roty (* 12. Juni 1846 in Paris; † 23. März 1911 ebenda) war ein französischer Medailleur, der zu den bekanntesten Medailleuren Frankreichs zählte. Insbesondere seine Hochzeits-Medaille sowie sein Motiv der Säerin wurden immer wieder von der Pariser Münze, der Monnaie de Paris, oder auf Briefmarken nachgeprägt.

## Leben

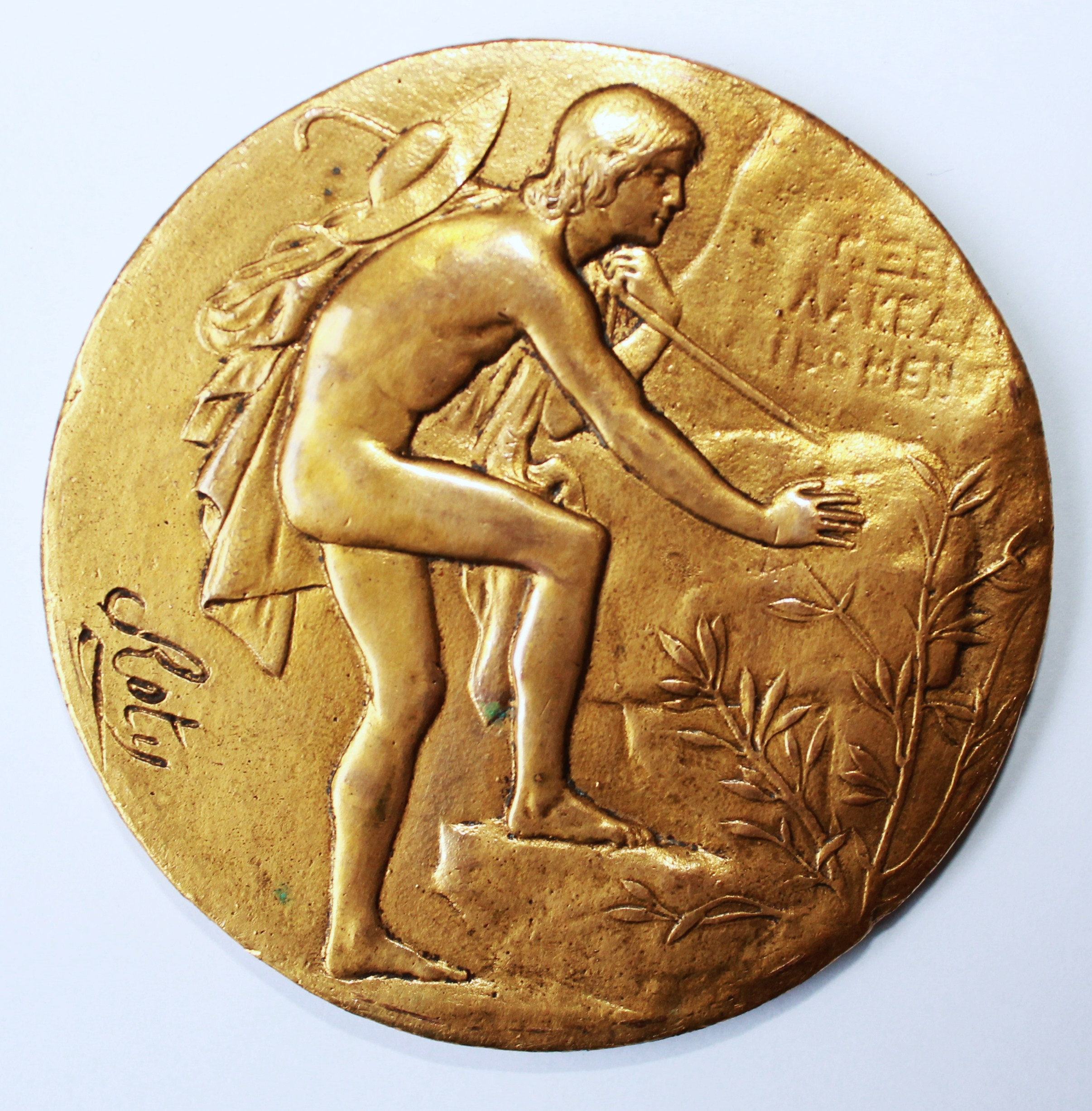
Mit dem Schäfer an den Thermopylen gewann Roty 1875 den Prix de Rome

Geboren 1846, träumte Oscar Roty als Kind davon, ein berühmter Maler zu werden. Nachdem er jedoch ein ihm anvertrautes 10 Francs-Goldstück zum Ankauf von Malmaterialen verloren hatte, entschloss er sich, Graveur zu werden. Roty besuchte die École nationale supérieure des arts décoratifs bei Horace Lecoq de Boisbaudran sowie die École nationale supérieure des beaux-arts de Paris bei Auguste Dumont und Hubert Ponscarme, durch die er eine grundlegende klassische Ausbildung im Zeichnen, als Modelleur, Bildhauer und Graveur erhielt. Doch sein beruflicher Anfang erwies sich als schwer.

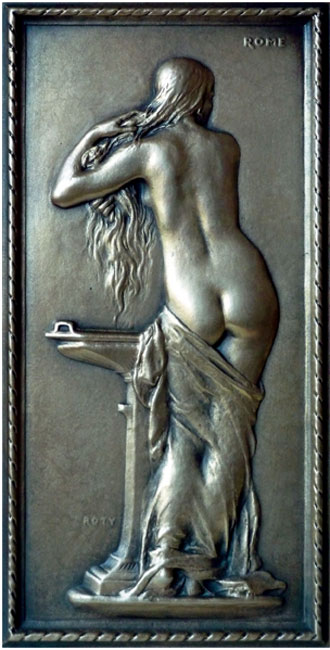
„Femme à sa toilette“, Plakette um 1878

Zwar konnte Roty 1875 den Prix de Rome im Fach Gravur gewinnen, zwar heiratete er 1878 Marie, die Tochter des Pariser Kunstschmiedes Pierre François Marie Boulanger, der nach Plänen von Eugène Viollet-le-Duc die Türflügel der Kathedrale Notre-Dame de Paris neu gestaltete, doch anfangs hatte Roty kaum zahlungskräftige Kundschaft, gab, wo immer möglich, Zeichenunterricht, war jedoch oft auf finanzielle Unterstützung durch seinen Schwiegervater angewiesen. Den allmählichen Erfolg erlangte Roty anfangs eher durch seine Charaktereigenschaften wie Aufrichtigkeit und Klarheit, seine ungekünstelte Höflichkeit und eine ihm eigene Komik, die wichtige Persönlichkeiten in Rom und Paris aufheiterten, ihm Sympathien und Freundschaften einbrachten und schließlich Türen öffneten.

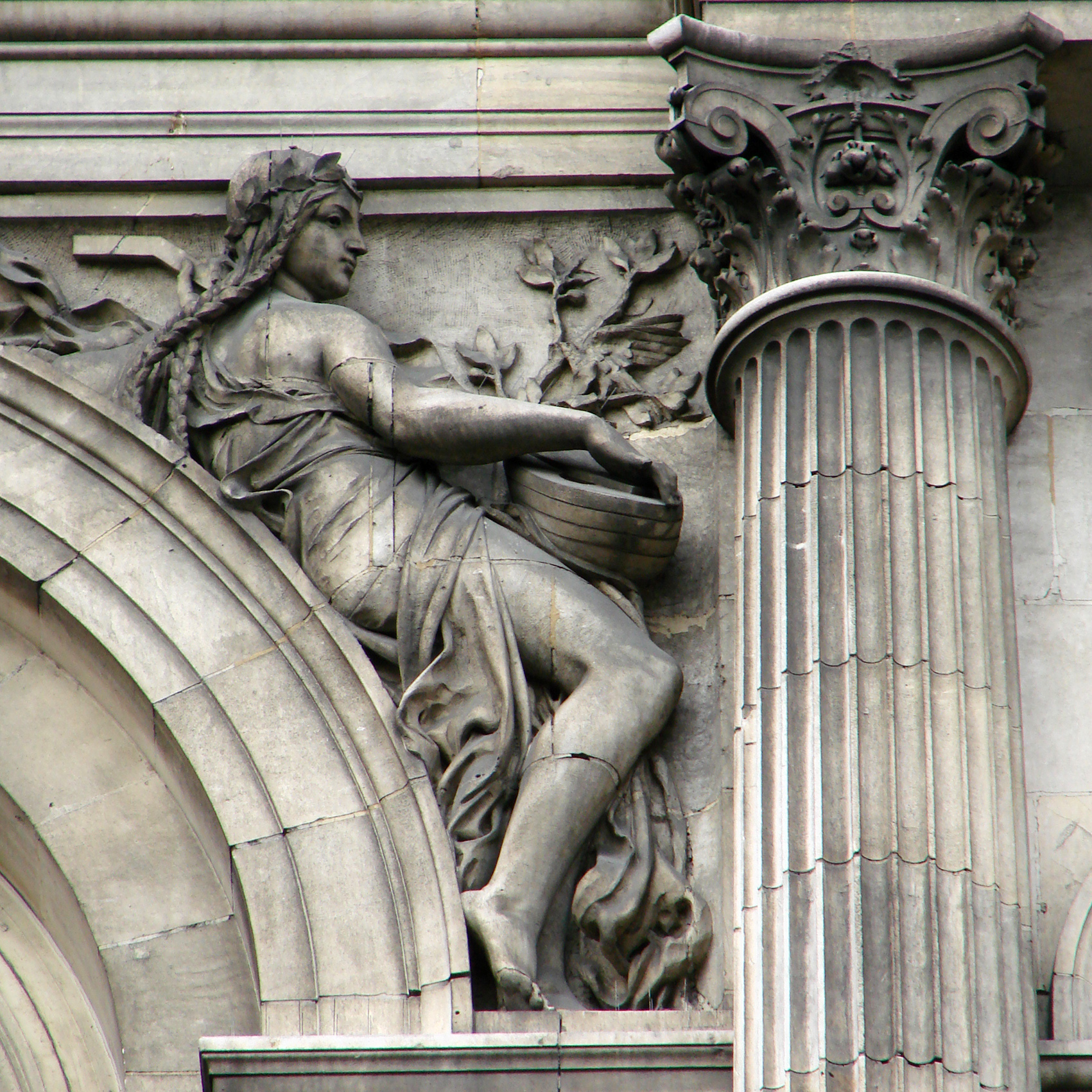
Die Musik am Hôtel de Ville (Rathaus) von Paris

Roty nahm an weiteren Wettbewerben teil, übernahm Skulpturen-Aufträge beispielsweise für das Pariser Rathaus und stellte seine frühen Werke auf allen möglichen Ausstellungen aus. So wurde er bekannt, wurde die Handschrift seiner Arbeiten wiedererkannt, machte er sich nach und nach einen Namen. So erhielt er mit 42 Jahren 1888 als nach Lebensalter jüngstes Mitglied einen Sitz in der Pariser Académie des Beaux-Arts. Auch wenn Rotys Vater seinerzeit noch immer nicht an einen künstlerischen Erfolg seines Sohnes glauben konnte, belegen doch gerade die frühen Arbeiten Oscar Rotys, die sich etwa in dem nach ihm benannten Museum erhalten haben, die technischen Ausformulierungen des Darzustellenden mit wenigen Details auf immer kleineren Flächen. Dies zeigt beispielsweise die – Roty war wieder in Rom – um 1878 entstandene Plakette „Femme à sa toilette“ (deutsch etwa „Frau bei ihrer Morgentoilette“), eines der frühesten bekannten Werke mit Rotys Signatur, durch das der Künstler, für ihn typisch, anekdotenhaft das Gesehene in einer beinahe impressionistisch reduzierten Umgebung darstellt: Ein nackter Rücken, die Beine von einem fallenden Tuch kaum verhüllt, eine grazile, aber natürliche Pose, ein Waschbecken. Die Umgebung fast impressionistisch reduziert, ein Relief auf planer Ebene.
Um 1896 stand Roty die damals elfjährige aus Italien stammende Rosalinda Pesce, die mit ihren Eltern im Pariser Quartier du Montparnasse wohnte, Modell für eines der Werke, durch die Oscar Roty berühmt werden sollte. Sein Motiv La Semeuse (die Säerin) fand seit 1998 immer wieder auf offiziellen Briefmarken und Münzen Verwendung.

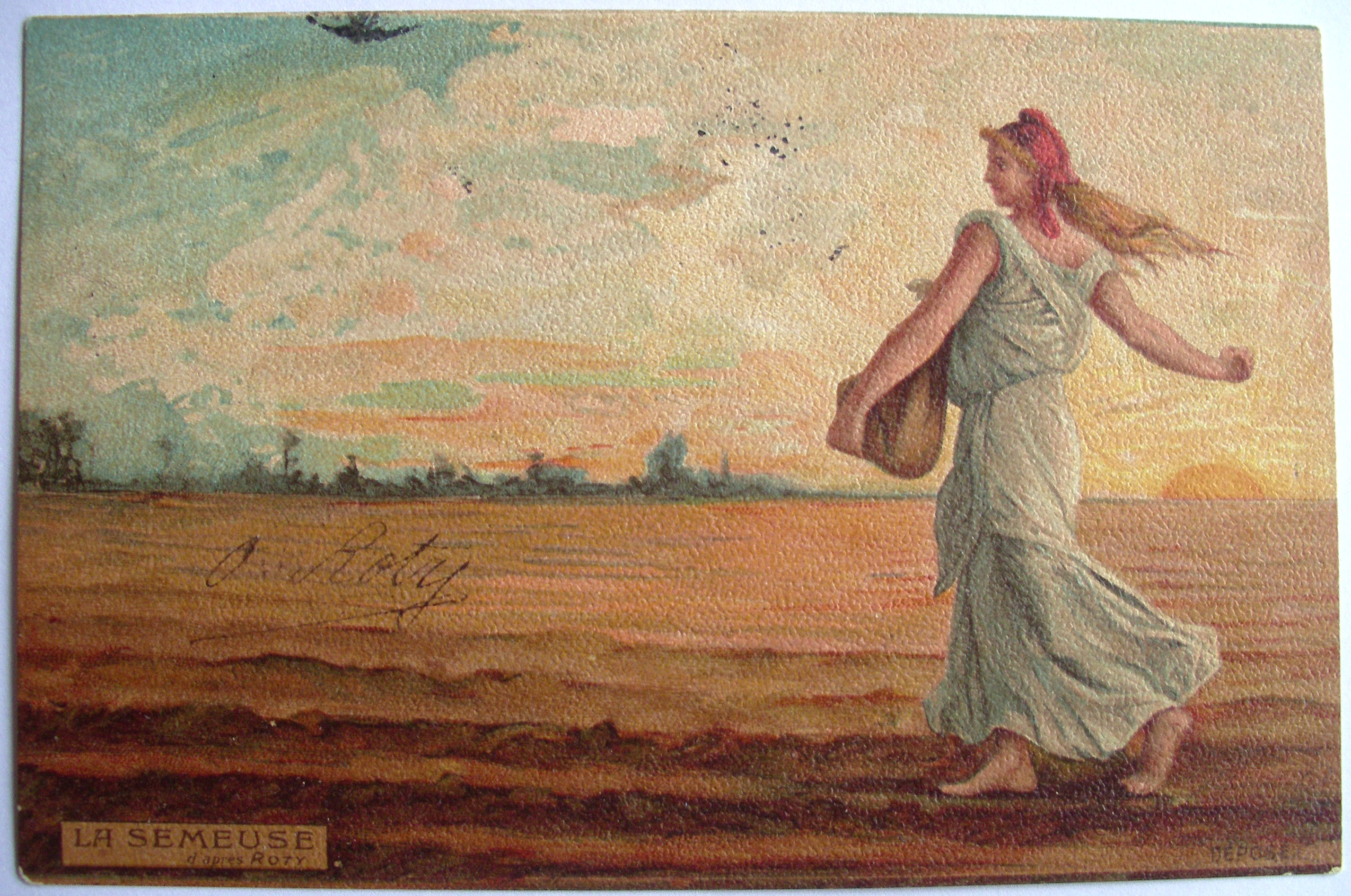
als signierte Ansichtskarte
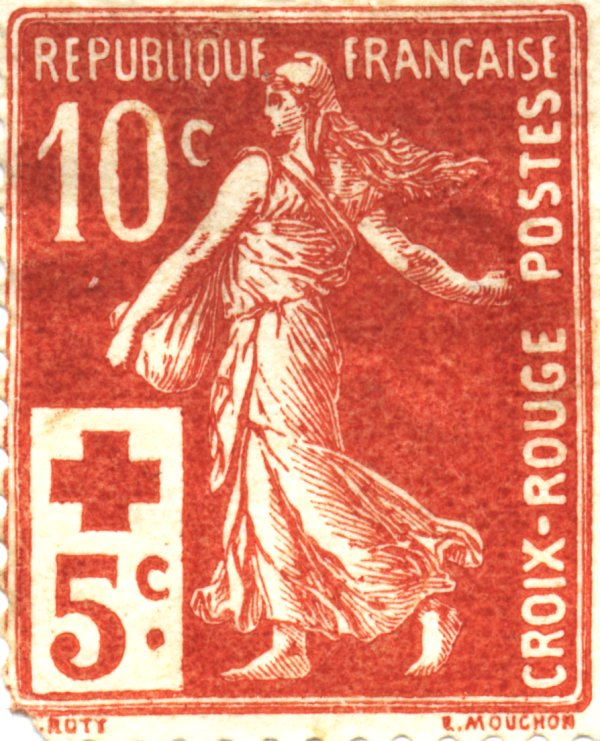
Briefmarke „La Semeuse“ (die Säerin); von Roty und Louis Eugène Mouchon doppelt signiert
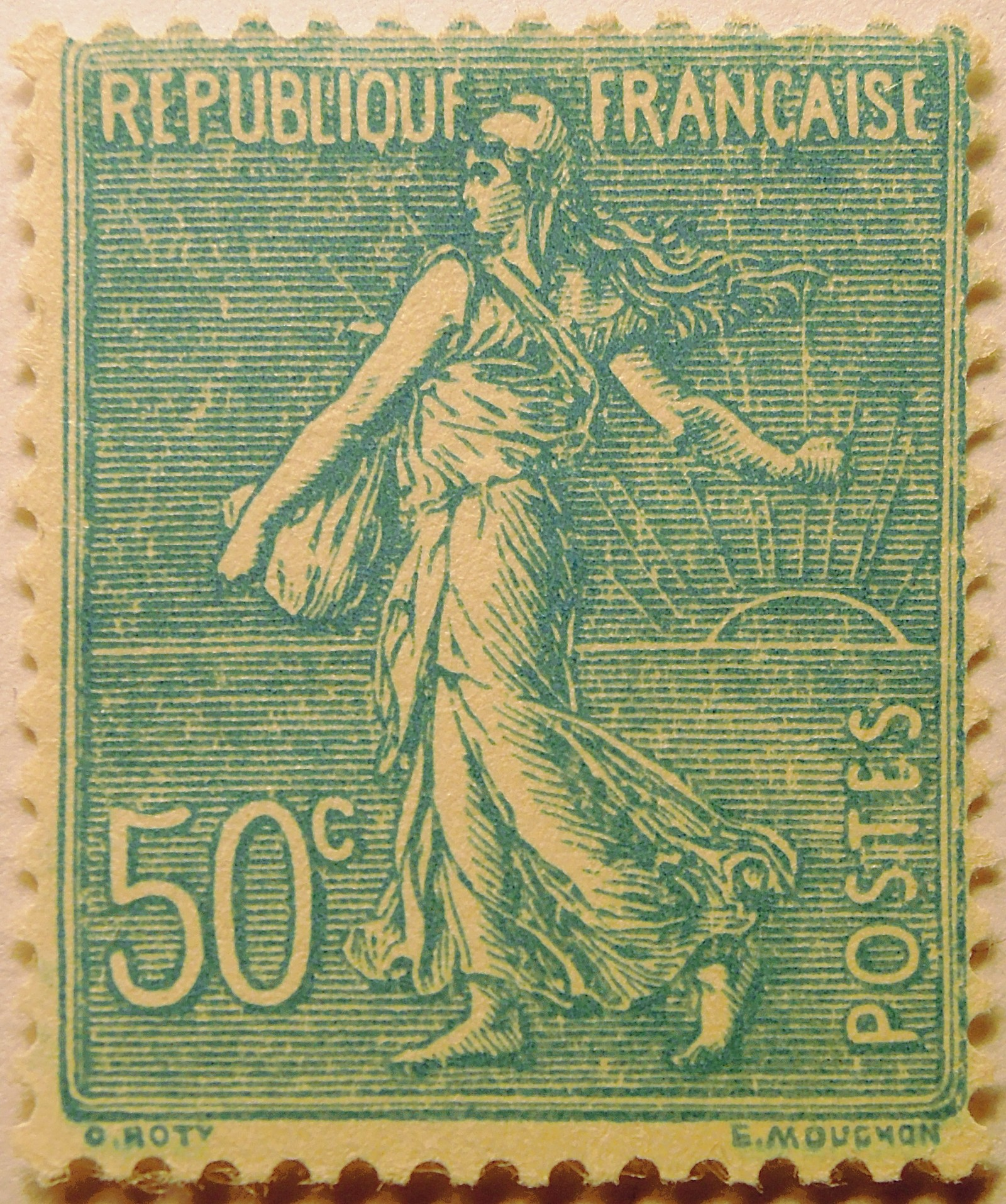
und in grün schraffiert vor aufgehender Sonne
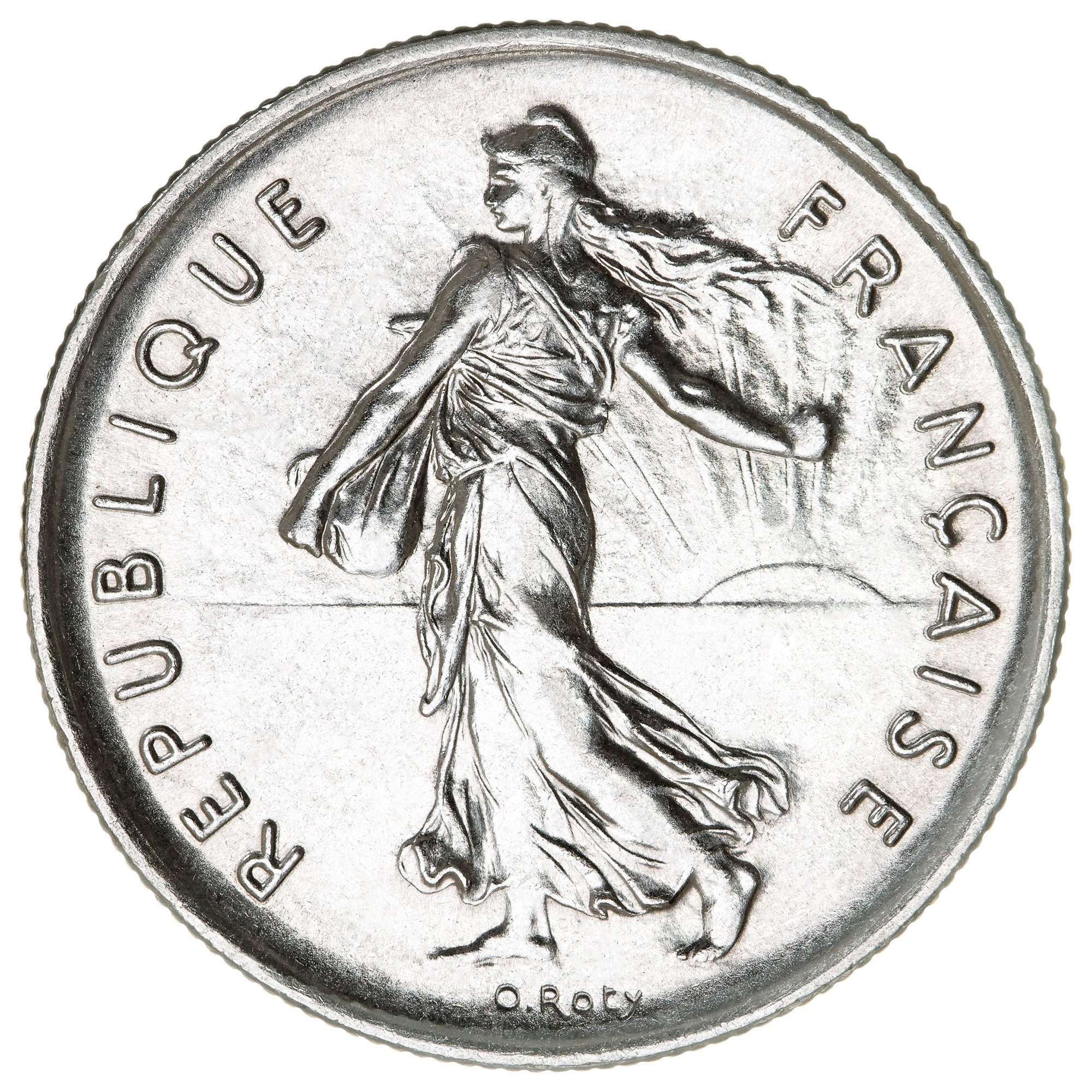
und als 5-Franc-Kursmünze von 1970 in Nickel
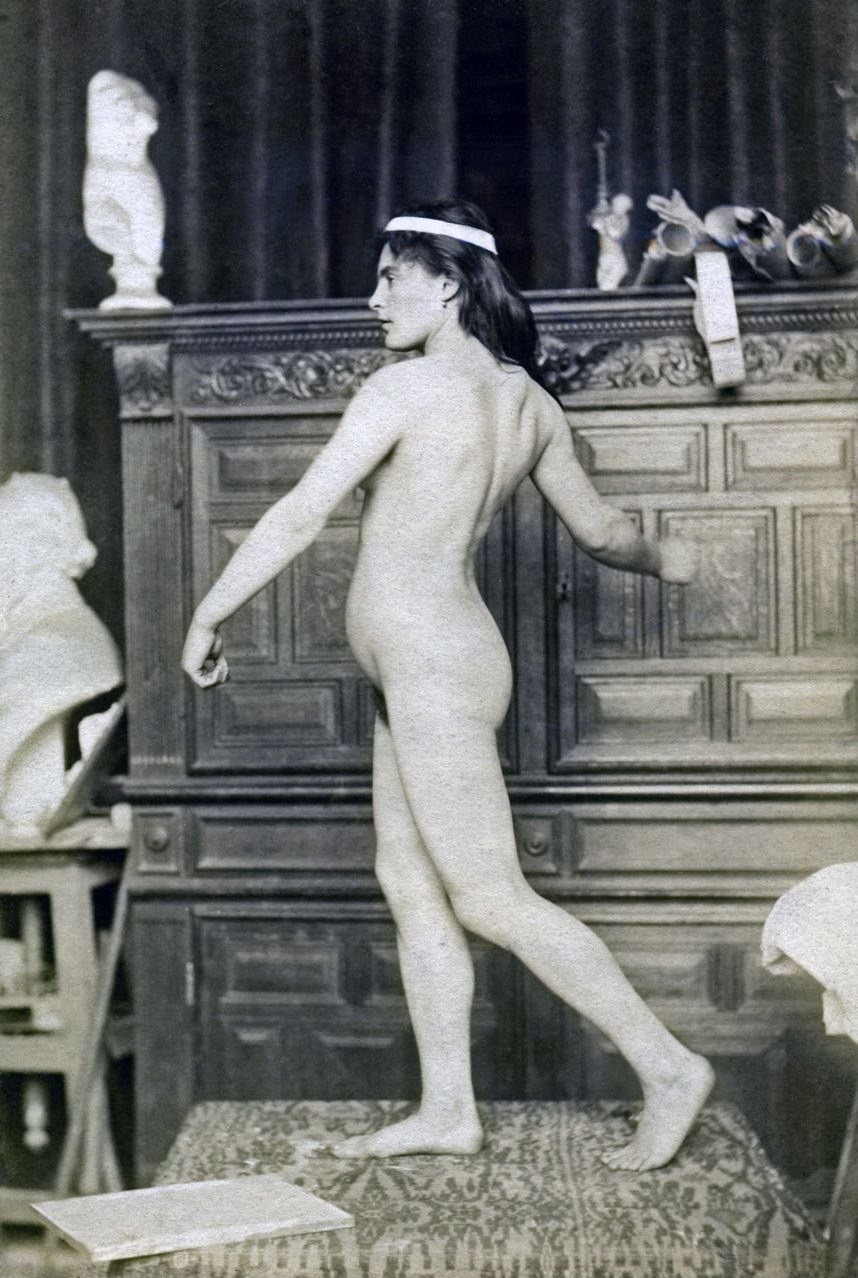
Die 11-jährige Italienerin Rosalinda Pesce um 1896 im (späteren) Museum Musee Oscar Roty

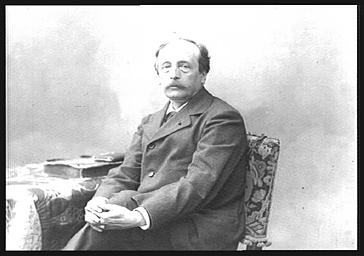
Roty in einer Fotografie von Nadar, 1897

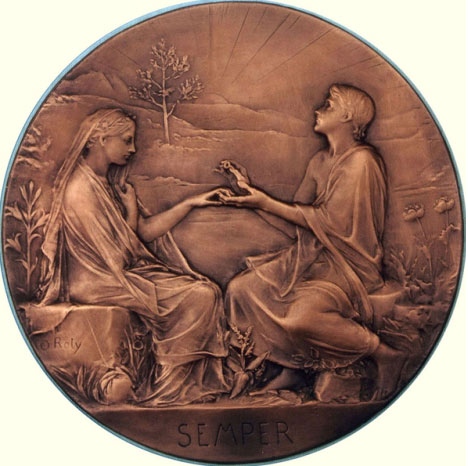
Rotys immer wieder von der Pariser Münze nachgeprägte Hochzeits-Medaille

Im Jahr 1900 wurde Oskar Roty Commandeur der Ehrenlegion.

## Weitere Werke

### Medaillen

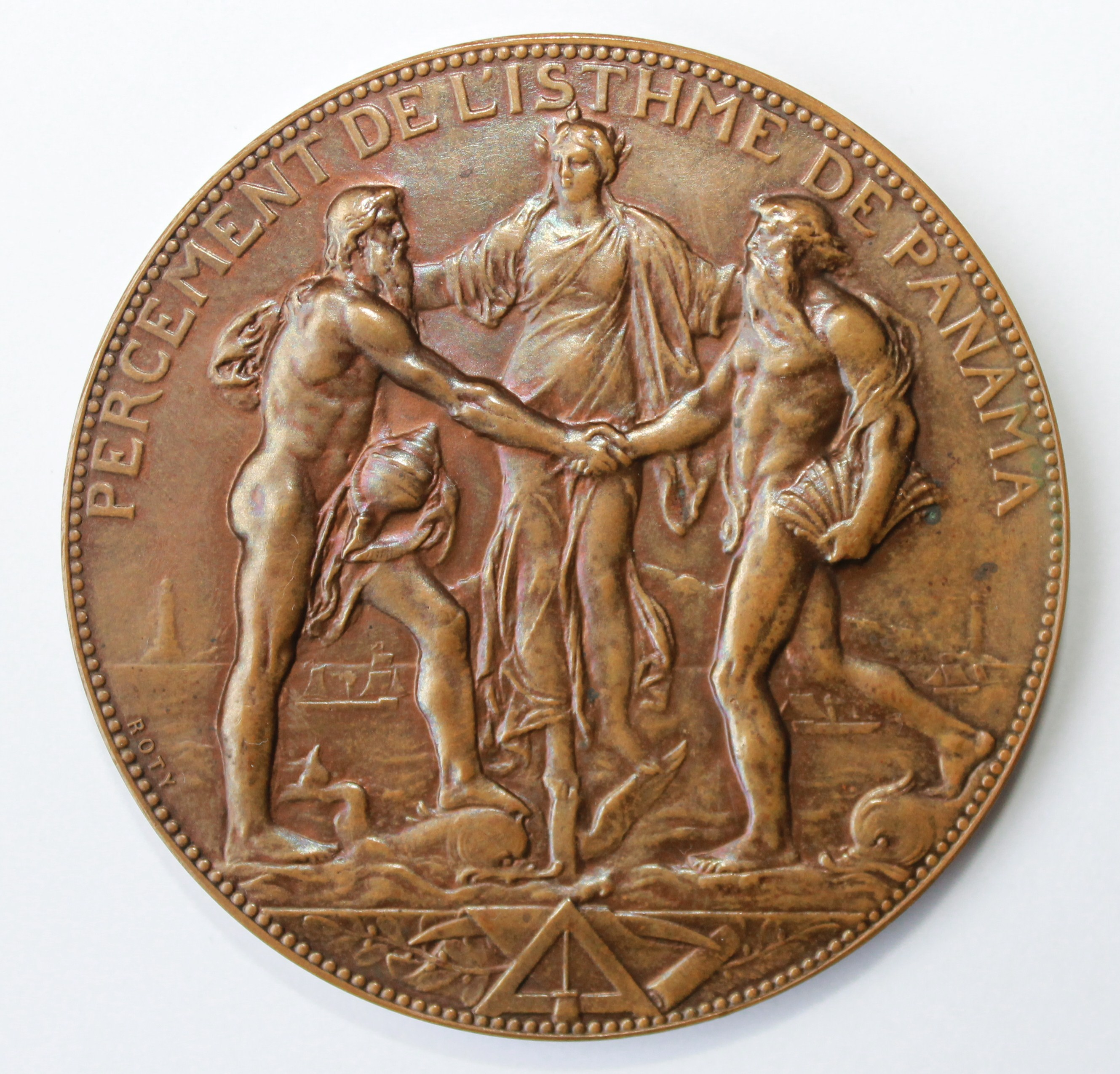
Bau des Panamakanals, 1881, zwei Neptune reichen sich die Hände
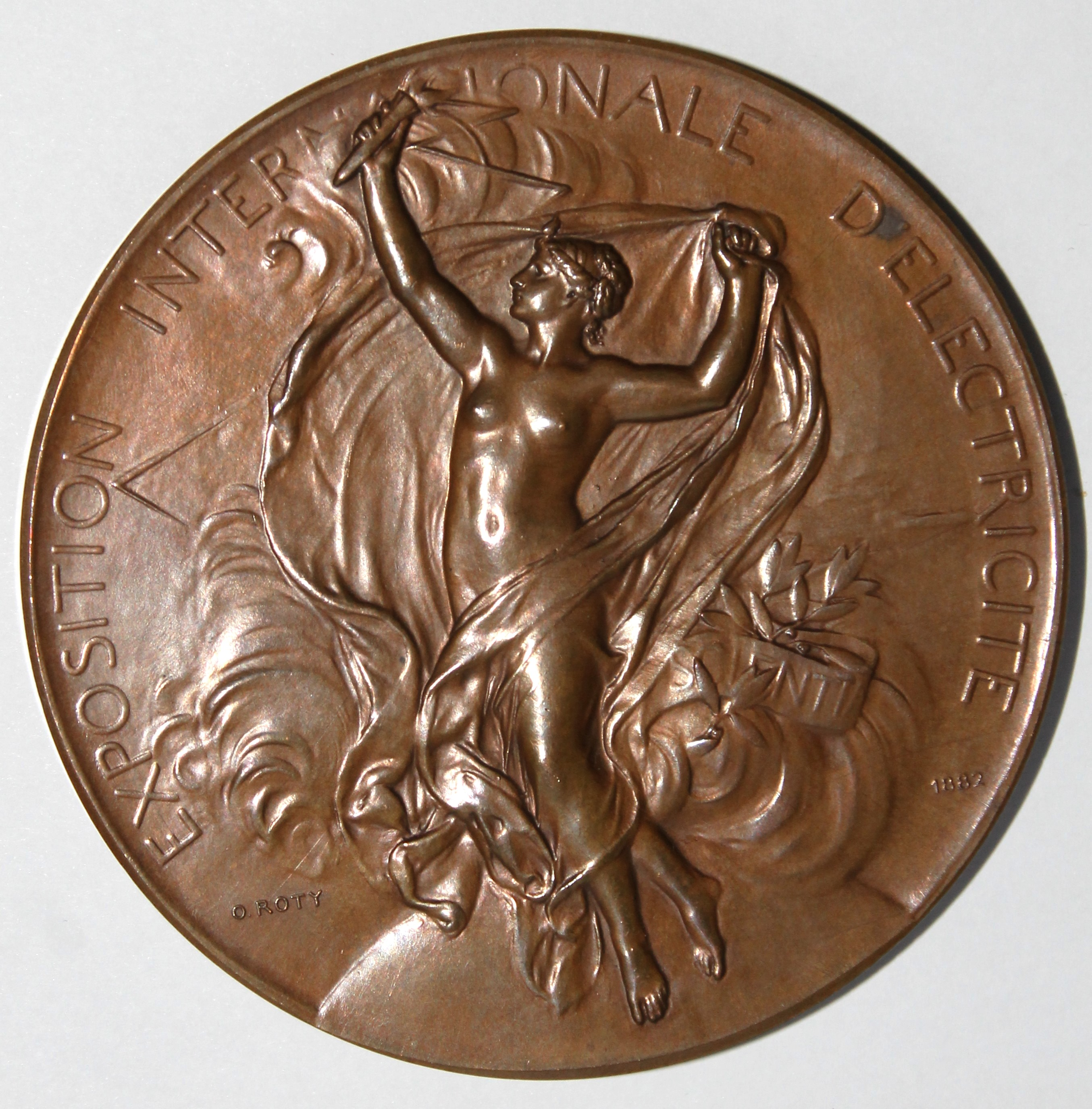
Internationale Ausstellung der Elektrizität, 1881
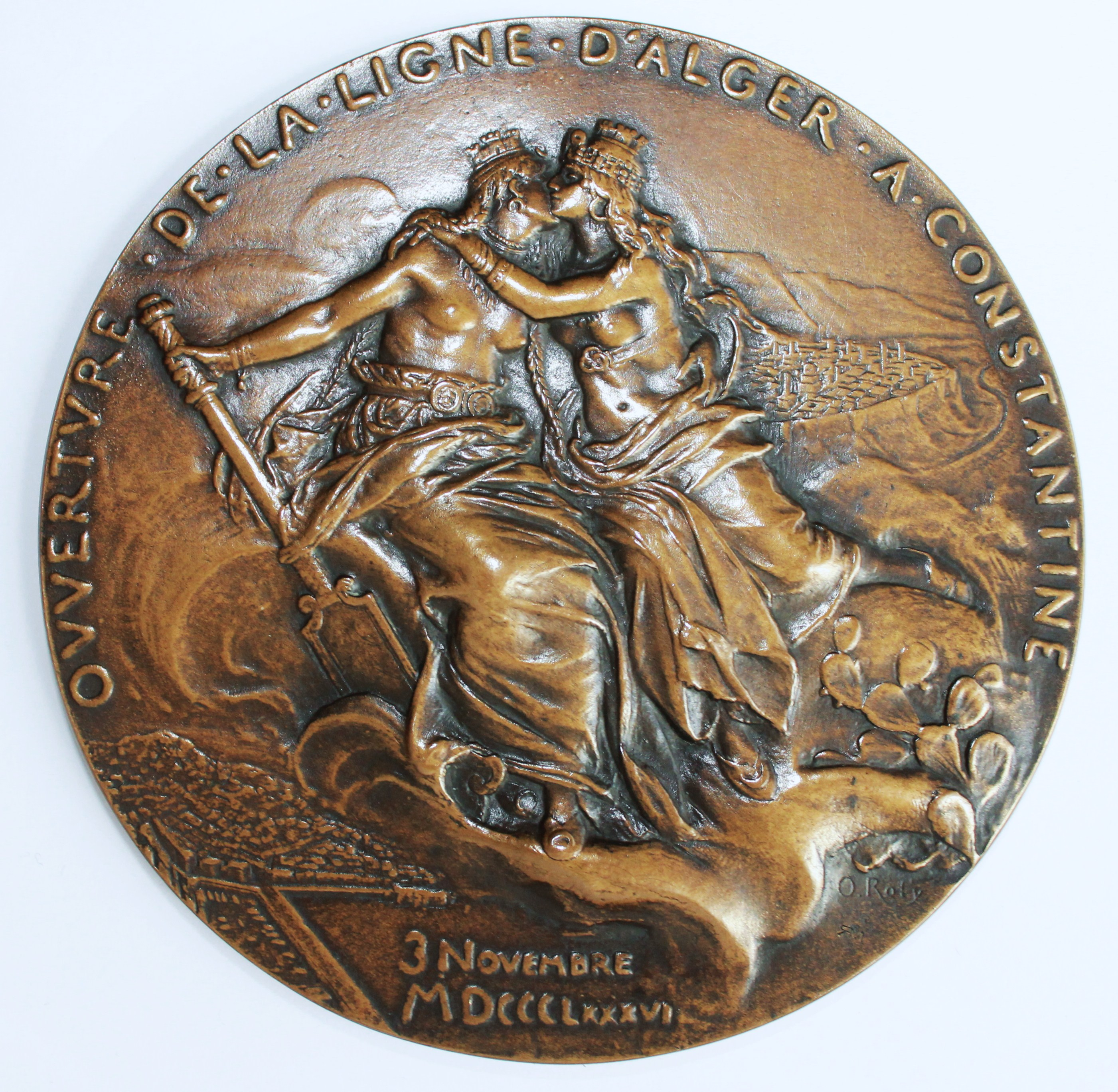
Eröffnung der Eisenbahnlinie Algier-Konstantinopel durch die Compagnie de l'Est algérien, 1886
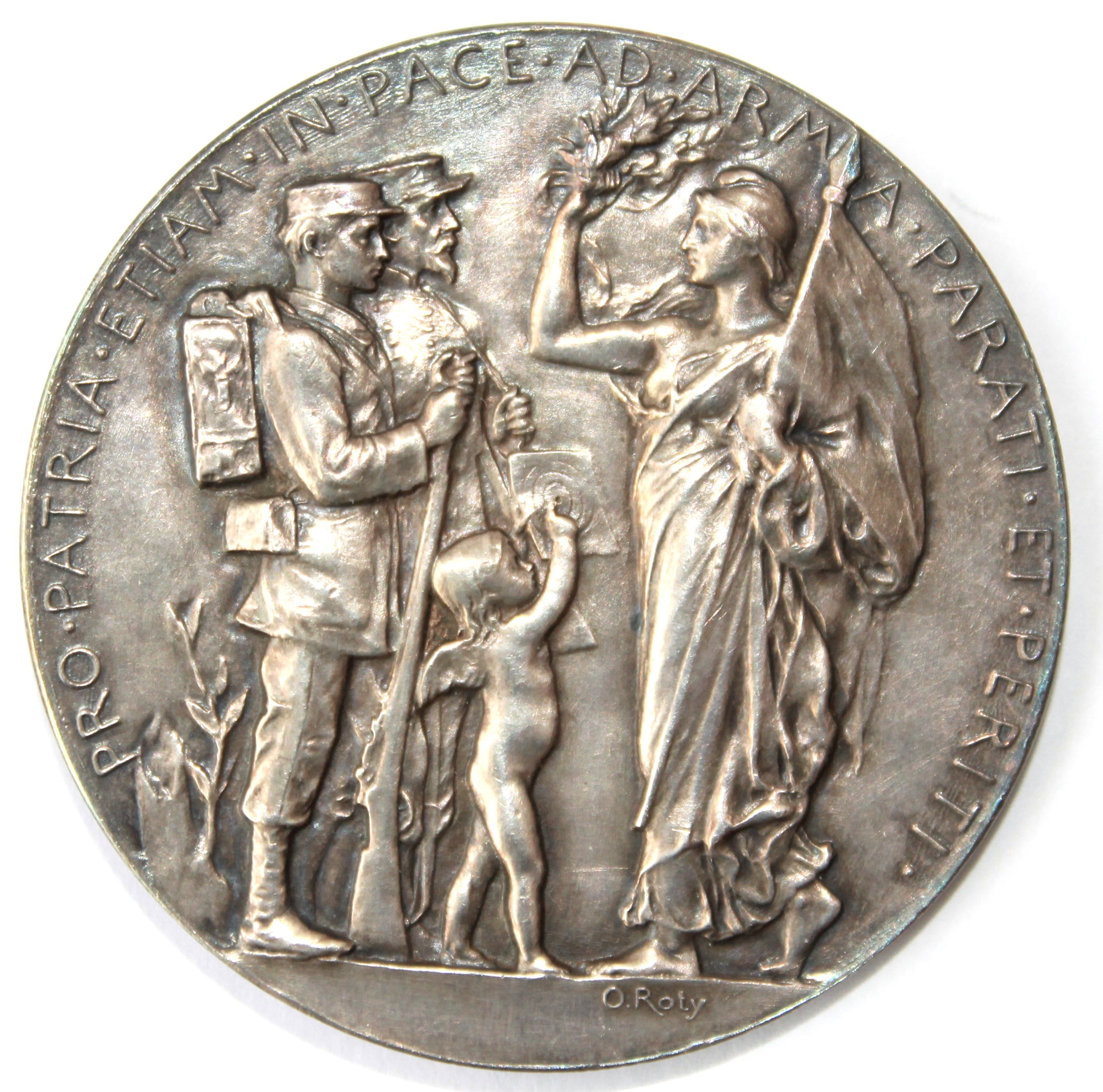
Vaterländische Schützenmedaille, 1889
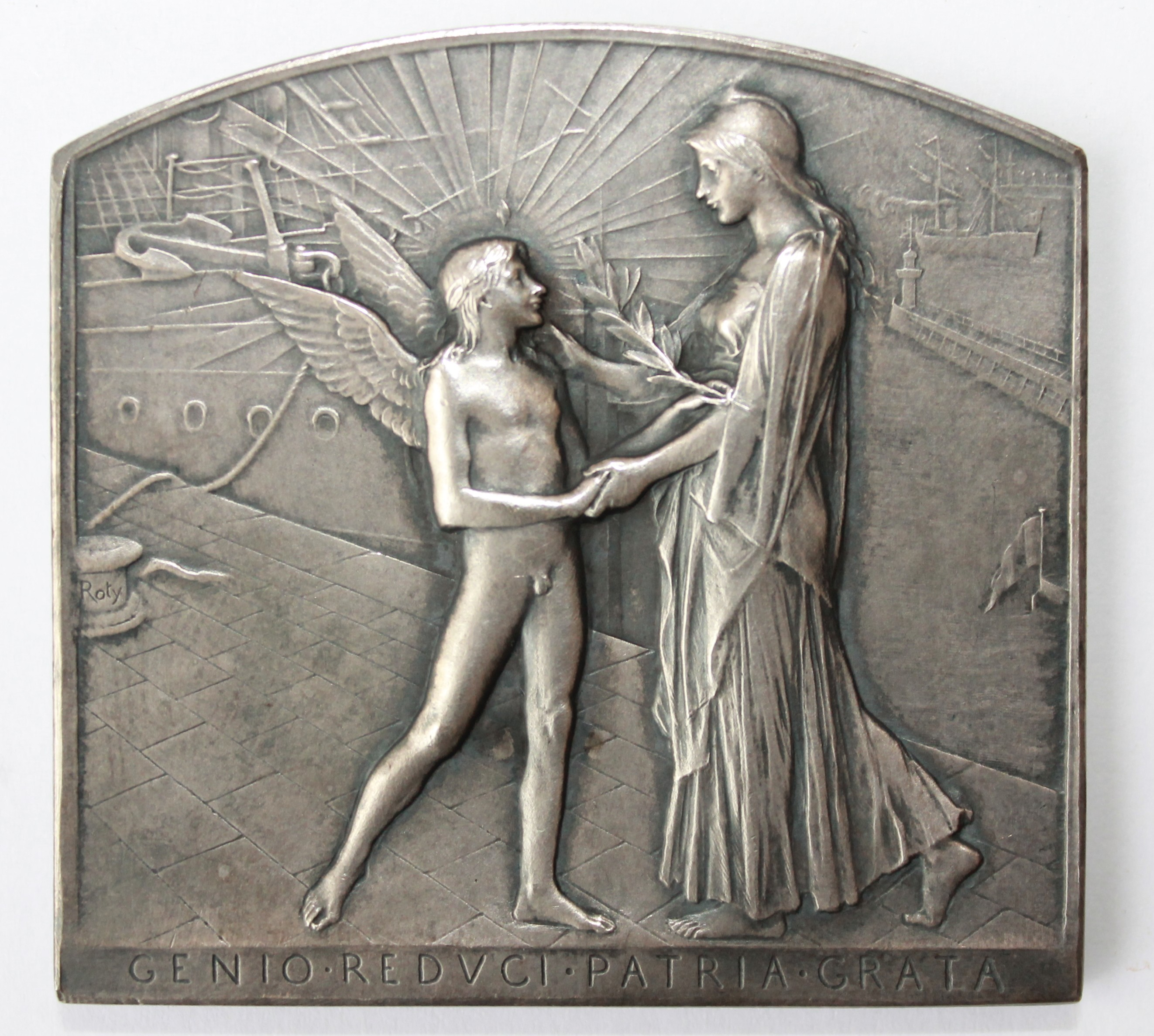
World’s Columbian Exposition 1893 in Chicago
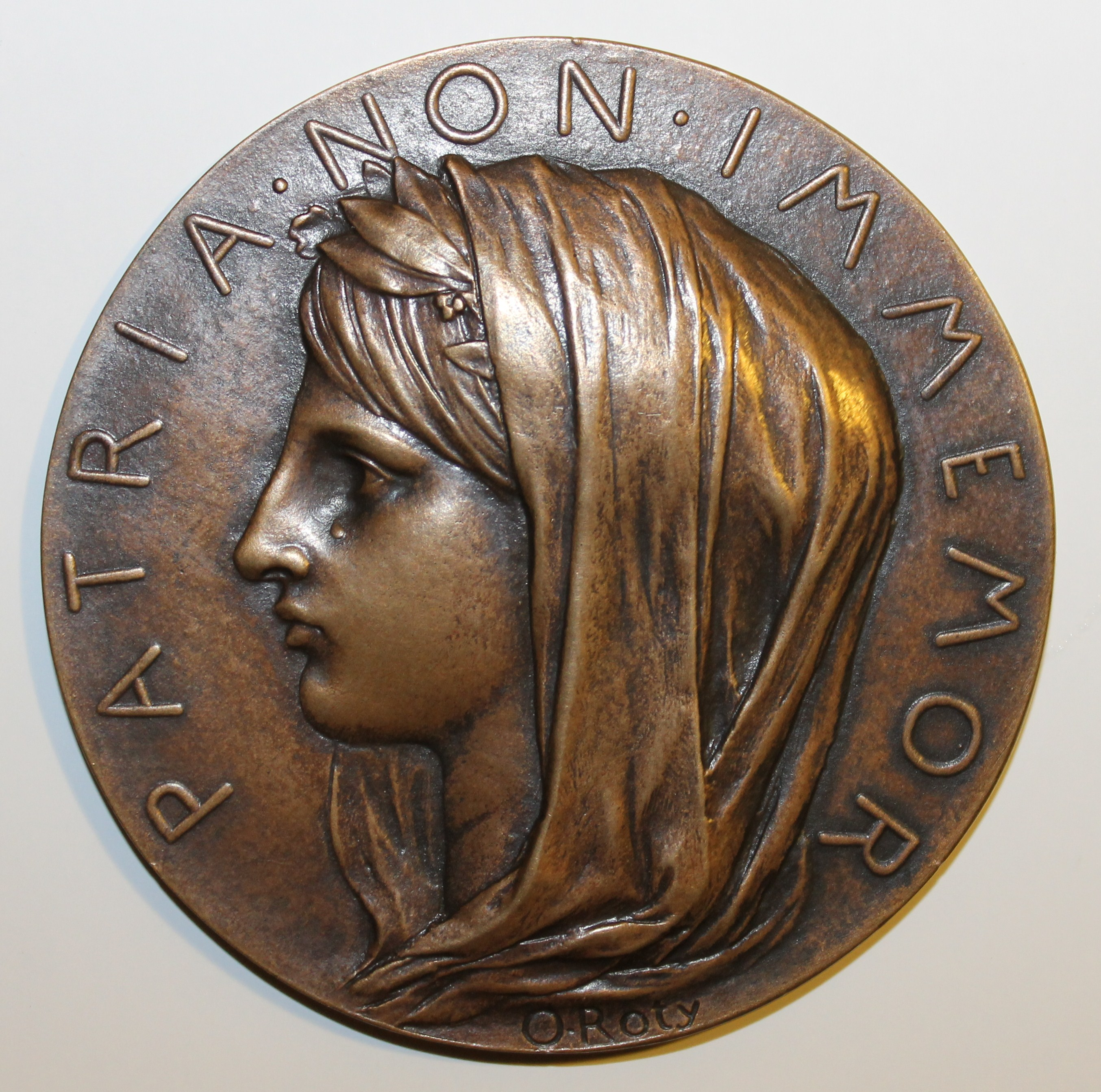
Marianne, die Nationalfigur Frankreichs, 1895
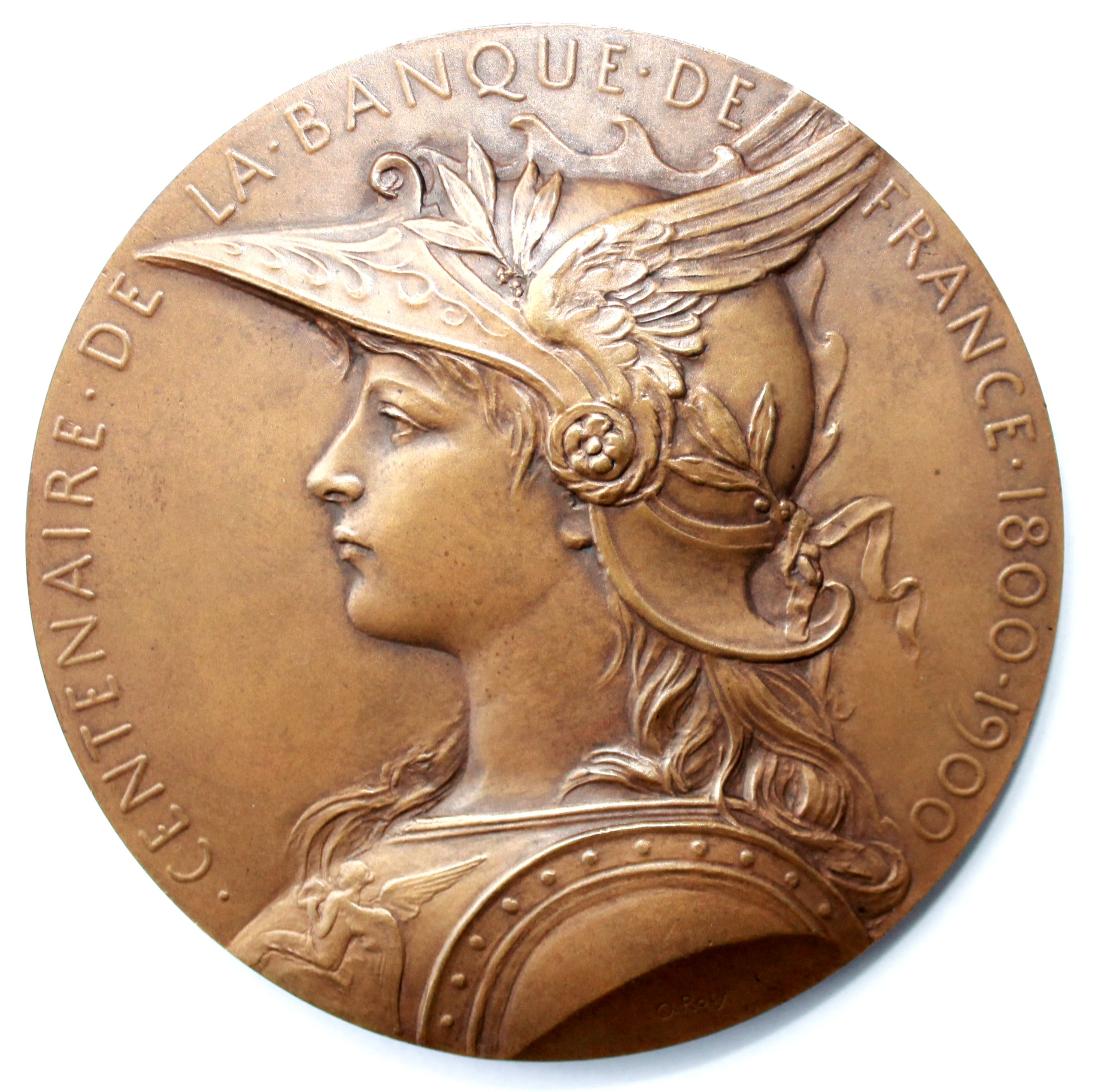
Jubiläum 100 Jahre Banque de France, 1900
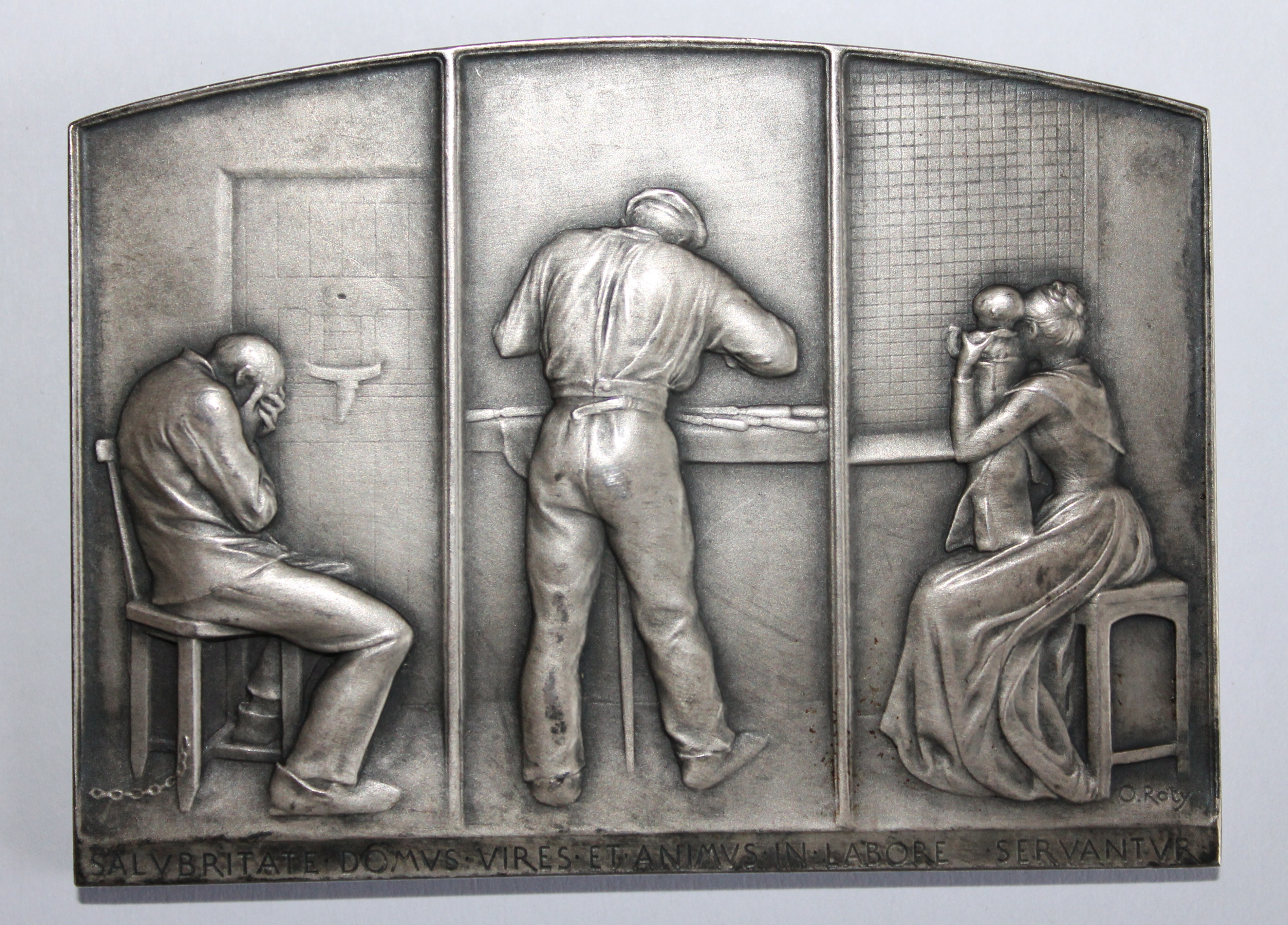
Plakette zur Einweihung des Gefängnisses von Fresnes, 1900; der verzweifelte Straftäter wird durch Arbeit wieder in die Freiheit zur wartenden Frau und zu seinem Kind gelangen